# Сагал Данило Львович
Сага́л Дани́ло Льво́вич (нар. 27 жовтня 1909, Катеринослав, Російська імперія — пом. 18 липня 2002, Москва, Росія) — радянський і російський актор театру та кіно. Народний артист РРФСР (1964), лауреат Сталінської премії (1950).

## Біографія

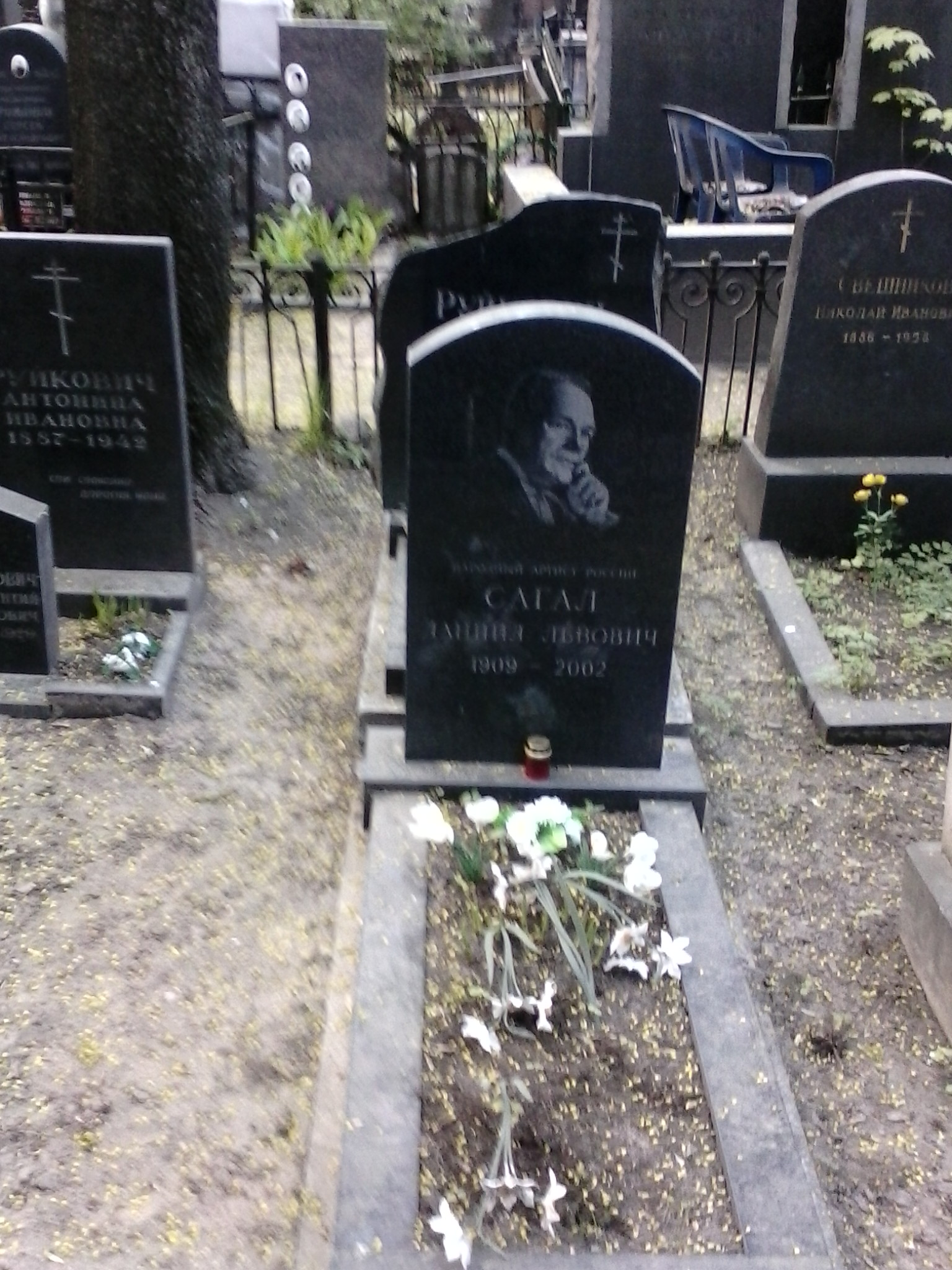
Могила Данила Сагала на Введенському кладовищі

Данило Львович Сагал народився 27 жовтня 1909 року в єврейській сім'ї, у місті Катеринослав Російської імперії (нині Дніпро, Україна). Його батьки, Лев та Роза Сагали, емігрували до США: батько на початку 20-х років, мати разом з наймолодшим сином Борисом — у 1930. Борис Сагал все життя прожив у Сполучених Штатах, став режисером кіно та телебачення. Данило та ще два його брати, Ісаак і Михайло, залишилися в СРСР.
Данило Сагал працював спочатку друкарем у типографії, потім навчався у Драматичній школі при Театрі ім. Всеволода Мейєрхольда (1928–1931), у цьому ж театрі почав грати на сцені і пропрацював у його трупі сім років. У кіно вперше знявся у 1934 році. У 1943—1989 роках був також актором Театру Радянської армії.
Помер 18 липня 2002 року, в Москві, тут і похований — на Введенському кладовищі.

## Творчість

### Ролі в театрі
- Скалозуб — «Лихо з розуму» по О. С. Грибоєдову (1928)
- Продавець кульок — «Клоп» В. В. Маяковського (1929)
- Глумов — «На всякого мудреця достатньо простоти» О. М. Островського (1943)
- Наполеон — «Полководець» К. О. Тренева (1945)
- Максимов — «За тих, хто в морі» Б. О. Лавренева (1947)
- Давидов — «Піднята цілина» по М. О. Шолохову (1957)
- Куклін — «Океан» А. П. Штейна (1961)

### Ролі в кіно
- 1934: «Кар'єра Рудді» / Карьера Рудди — Віллі Шмідт
- 1937: «Біліє парус одинокий» / Белеет парус одинокий -Ілля Борисович
- 1937: «Ущелина Аламасів» / Ущелье Аламасов -Диндип
- 1938: «Дитинство Горького» / Детство Горького — Циганок
- 1938: «Нова Москва» / Новая Москва — Конструктор Альоша
- 1939: «Мої університети» / Мои университеты — Гурій Плетньов
- 1939: «Ніч у вересні» / Ночь в сентябре — Павло Луговий
- 1939: «Йшов солдат з фронту» / Шёл солдат с фронта — Василь Царьов
- 1940: «Закон життя» / Закон жизни — Сергій Паромов
- 1940: «Сибіряки» / Сибиряки — Олексій
- 1941: «Боксери» / Боксёры — Кирило Кочеванов
- 1941: «Романтики» / Романтики — Микола Іванович Кузнецов
- 1942: «Як гартувалася сталь» / Как закалялась сталь — Федір Іванович Жухрай
- 1943: «Дивовижна скрипка», короткометражний
- 1943: «Рідні береги» / Родные берега — Василь Кустов
- 1944: «Дні та ночі» / Дни и ночи — Ванін
- 1945: «Нескорені» / Непокорённые — Степан Яценко
- 1947: «За тих, хто в морі» / За тех, кто в море — Мишко Рекало
- 1947: «Сільська вчителька» / Сельская учительница — Сергій Дмитрович Мартинов
- 1954: «Двоє друзів» / Два друга — Батько Віті Малєєва
- 1955: «Мексиканець» / Мексиканец — Ареллано
- 1955: «Доля барабанщика» / Судьба барабанщика — Інженер Баташов Петро Олександрович
- 1956: «За владу Рад» / За власть Советов — Підпільник Дружинін
- 1965: «Серце матері» / Сердце матери — Ілля Миколайович Ульянов
- 1967: «Пароль не потрібний» — Шрейдер
- 1970: фільм-спектакль «Боян Чонос» — Батько
- 1972: «Надія» / Надежда — Гур'янов
- 1973: «Блокада» / Блокада — Ворошилов
- 1975: «Зникла експедиція» / Пропавшая экспедиция — Білогвардійський полковник Хатунцев
- 1978: «Подружжя Орлових» / Супруги Орловы —  Лікар Ващенко
- 1978: «Однокашники» , епізодична роль
- 1996: «Зникла експедиція» , телефільм

## Нагороди та відзнаки
- Звання Заслуженого артиста РСФСР (1944)
- Сталінська премія II ступеня (1950) — за виконання ролі у спектаклі «Степ широкий» М. Г. Віннікова
- Премія Всесоюзного фестивалю «Театральна весна» (1958) — за виконання ролі у спектаклі «Піднята цілина»
- Звання Народного артиста РРФСР (1964)
- Спеціальна премія Московського міжнародного кінофестивалю (2001) — номінація Солдат кіномистецтва
- Орден «Знак Пошани»